# Laguna Verde (Beni)
La laguna Verde es un cuerpo de agua dulce amazónico de Bolivia, ubicado en el municipio de San Andrés de la provincia de Marbán en el departamento del Beni. Es llamado así por el color de sus aguas verdosas. La laguna tiene una superficie de 4,53 km² en unas dimensiones de 3,55 kilómetros de largo por 1,78 kilómetros de ancho.